# Pachycephala soror
El silbador de Sclater (Pachycephala soror) es una especie de ave paseriforme de la familia Pachycephalidae endémica de Nueva Guinea. Sus hábitats naturales son los bosques montanos tropicales húmedos.
El nombre hace referencia al zoólogo británico Philip Lutley Sclater.